# يوشيهيديه سوغا
يوشيهيديه سوغا (菅 義偉, Suga Yoshihide) (مواليد 6 ديسمبر 1948 في يوزاوا آكيتا)، هو سياسي ياباني، فاز برئاسة الحزب الليبرالي الديمقراطي الحاكم في اليابان، ما يمهد الطريق لخلافة رئيس الوزراء شينزو آبي، الذي أعلن استقالته بسبب ظروف صحية. وجاء فوز سوغا (71 عاما) بعد تصويت أعضاء الحزب وممثليه في مناطق البلاد، وقد صدق البرلمان في 16 سبتمبر 2020 على هذا الترشيح لرئاسة الوزراء.